# Антонела Луалди
Антонела Луалди (на италиански: Antonella Lualdi) е артистичен псевдоним на италианската киноактриса Антониета Де Паскале (на италиански Antonietta De Pascale). Започва да се снима в киното през 1949 г. В България е известна с ролите си на Милена от „Бедни влюбени“, на Матилд дьо ла Мол от „Червено и черно“, на Мадалена Фумароли от „Каста Дива“ и на Люсия Кордие от сериала „Двамата Кордие“.

## Избрана филмография
| Година | Филм             | Оригинално заглавие | Роля              | Режисьор       |
| ------ | ---------------- | ------------------- | ----------------- | -------------- |
| 1954   | Червено и черно  | Le Rouge et le Noir | Матилда де ла Мол | Клод Отан-Лара |
| 1959   | Бурна нощ        | La notte brava!     | Сулпиция          | Мауро Болонини |
| 1959   | Мрежа от страсти | À double tour       | Леда              | Клод Шаброл    |